# シャーロック・ホームズの探偵講座
『シャーロック・ホームズの探偵講座』（シャーロック・ホームズのたんていこうざ、Sherlock Holmes: Consulting Detective）は、1991年6月1日にアメリカ合衆国のICOM Simulationsから発売されたFM TOWNS用グラフィックアドベンチャーゲーム。ゲームブック『シャーロック・ホームズ 10の怪事件』を原作としている。

## 概要
プレイヤーは名探偵シャーロック・ホームズとなり助手のワトソンとともにロンドンの新聞から手掛かりを探り、様々な場所で聞き込み調査を行う。証拠が揃ったら裁判官の質問に答える形で事件を解決に導く。
それまでのアドベンチャーゲームに見られた静止画＋テキストではなく、実写を取り込んだ動画をゲーム中に使用した最初期の作品である。パッケージにはロンドンの地図、ロンドン住所録、タイムズ10日分の縮刷版が同梱されており、それらを活用して捜査を進めていく。
日本国内ではPCエンジン CD-ROM2に移植され、日本国外ではCommodore CDTV、PC/AT互換機に移植された。後にMacintosh、メガCD、Tandy Video Information System (VIS) にも移植され、1999年には普通のDVDプレイヤーとテレビで再生できるDVDとして、2012年には高解像度版がiPad、Windows、OS X向けにリリースされた。

## ストーリー
- The Mummy's Curse（ミイラの呪い）
- The Tin Soldier（錫の兵隊）
- The Mystified Murderess（放蕩息子の死）

## キャスト
声の出演
- ホームズ - 若本規夫
- ワトソン - 今西正男
- 神山卓三、渡部猛、作間功、東美江、高島雅羅

## 移植版
| No. | タイトル                                                               | 発売日               | 対応機種                   | 開発元           | 発売元                  | メディア             | 型式              | 備考   |
| --- | ---------------------------------------------------------------------- | -------------------- | -------------------------- | ---------------- | ----------------------- | -------------------- | ----------------- | ------ |
| 1   | シャーロック・ホームズの探偵講座 Sherlock Holmes: Consulting Detective | 1991年7月26日 1991年 | PCエンジンCD-ROM2          | ICOM Simulations | ビクター音楽産業 NEC-HE | CD-ROM               | JCCD1004 TXCD1011 |        |
| 2   | Sherlock Holmes: Consulting Detective                                  | 1991年               | Commodore CDTV PC/AT互換機 | ICOM Simulations | ICOM Simulations        | CD-ROM               | -                 | 英語版 |
| 3   | Sherlock Holmes: Consulting Detective                                  | 1992年               | Macintosh VIS              | ICOM Simulations | Radio Shack             | CD-ROM               | -                 | 英語版 |
| 4   | Sherlock Holmes: Consulting Detective Vol. I                           | 1992年11月 1993年9月 | メガCD                     | ICOM Simulations | セガ                    | CD-ROM               | 4650              | 英語版 |
| 5   | Sherlock Holmes: Consulting Detective                                  | 1999年11月4日        | DVD                        | Dynamic Media    | Infinite Ventures       | DVD                  | -                 | 英語版 |
| 6   | Sherlock Holmes: Consulting Detective                                  | INT 2012年9月19日    | iPad                       | Zojoi            | Zojoi                   | ダウンロード         | -                 | 英語版 |
| 7   | Sherlock Holmes: Consulting Detective                                  | INT 2012年9月        | Windows                    | Zojoi            | Zojoi                   | ダウンロード (Steam) | -                 | 英語版 |
| 8   | Sherlock Holmes: Consulting Detective                                  | INT 2015年6月9日     | OS X                       | Reverb Triple XP | Reverb Triple XP        | ダウンロード         | -                 | 英語版 |

## スタッフ
PC/AT互換機版
- プログラミング：フレッド・アレン
- グラフィック、3Dプログラミング：マイケル・マニング
- ライブラリー、ユーティリティー：マイケル・マニング
- グラフィック、アートワーク：キャサリン・トゥーテリアン
- プロデューサー：ケネス・トローラ
- ディレクター：ケネス・トローラ
- 執筆、台詞、シナリオ：ローリー・ローズ・バウマン、アニー・フォックス

## 評価
PCエンジン版
- ゲーム誌『ファミコン通信』の「クロスレビュー」では7・8・8・6の合計29点（満40点）、『月刊PCエンジン』では85・80・85・95・95の平均88点（満100点）、『マル勝PCエンジン』では6・7・8・6の合計27点（満40点）、『PC Engine FAN』の読者投票による「ゲーム通信簿」での評価は以下の通り22.22点（満30点）となっている[7][8]。また、この得点はPCエンジン全ソフトの中で151位（485本中、1993年時点）となっている[7]。同雑誌1993年10月号特別付録の「PCエンジンオールカタログ'93」では、「まるで映画を観ているような気分で、ホームズの世界を堪能できる」と肯定的に評価された[7]。

| 項目 | キャラクタ | 音楽 | 操作性 | 熱中度 | お買得度 | オリジナリティ | 総合  |
| 得点 | 3.76       | 3.59 | 3.44   | 3.54   | 3.68     | 4.22           | 22.22 |

- ゲーム本『懐かしゲーム機大百科 PCエンジン完全ガイド 1987-1999』では、本作が音声付きの実写動画を使用している点に関して、スーパーファミコン発売の翌年であった事を踏まえた上で「それがどれだけ画期的だったか理解できるだろう」と肯定的に評価した[1]。また同梱されたロンドンの住所録や「ロンドン・タイムズ」の縮小版を使用しながらゲームを進める事に関しても「新鮮な体験だった」と称賛した[1]。

## 続編
シャーロック・ホームズの探偵講座II（英題：Sherlock Holmes: Consulting Detective - Volume II）
1992年にPC/AT互換機とVIS用ソフトとして発売された。日本では後に『シャーロック・ホームズの探偵講座II』のタイトルでビクター音楽産業からPCエンジン CD-ROM2用ソフトとして発売され、さらに日本国外ではメガCD、Macintosh用ソフトとして発売された。新シナリオとして 「The Two Lions（ライオン殺害事件）」「Pilfered Paintings（名画盗難事件）」「The Murdered Munitions Magnate （武器商殺人事件）」が収録されている。
Sherlock Holmes: Consulting Detective - Volume III
1993年に北米においてPC/AT互換機用ソフトとして発売された。日本では未発売となっている。
Sherlock Holmes: Consulting Detective Collection
1993年に北米においてPC/AT互換機用ソフトとして発売された。IからIIIまでを1本にパッケージした作品。1994年には欧州においても発売されているが、日本では未発売となっている。